# 公元2140 (遊戲)
《公元2140》是一款由波蘭的TopWare Interactive公司 （後來被Zuxxez Entertainment公司併購）在1997年發行的2D即時戰略遊戲。因為缺乏宣傳和市場營銷，《公元2140》當年在美國和西歐幾乎是鮮為人知的遊戲。它有兩個續作：《公元2150》和《地球2160》（在台灣，因為代理商的不同而有譯名差異）。雖然在歐美地區不是很盛行，《公元2140》在土耳其卻有相當好的銷售成績，甚至曾發行土耳其語版本。

## 故事背景
如同遊戲的名字所暗示的，故事發生在2140年代的地球。地球在經歷了第三次世界大戰和多年的大規模戰爭以後變得一片荒蕪，但是混亂還是結束了。在世界逐步回到正軌的路上，權力的版圖也重新洗牌。美國的十二州脫離了原本的組織，重新組成了「聯合文明合眾國」（United Civilized States，UCS）；同時在亞洲，藉著前俄國軍人的協助，一個由蒙古可汗鐵腕統治的全新帝國崛起了，這些蒙古人的後裔給了自己的國家如同以往輝煌時代一樣讓人敬畏的名字：「歐亞帝國」（Eurasian Dynasty，ED），這兩大強權重新統治了地球，而「刀子上的和平」是兩國間交互關係的最好寫照。
聯合文明合眾國具有先進的電腦機器人科技，這導致了他們處處依賴各種人工智慧機器人滿足他們所有的需求，包括了他們的軍隊也是由自動化機器人組成。格蘭（GOLAN）是合眾國的主要電腦系統，掌控了全國的軍事單位，然而國家現任的總統給了它錯誤的指令，使格蘭得出錯誤的判斷，其中之一便是低估了歐亞帝國的防禦能力，導致它決定把大軍派駐到現今屬於歐亞帝國的不列顛群島。兩國之間本有的對立情緒因此被拉到高潮，全面戰爭於焉爆發。

## 陣營
公元2140包含了兩個國家。
- 聯合文明合眾國（United Civilized States，UCS）：UCS是一個建立在美洲的國家，先進的科技使他們使用了極多的人工智慧機器人。他們的軍隊也是由機器人所組成的，例如外型類似於終結者（Terminators）的「銀色」系列（SIVER-series） 步兵。銀色系列可以裝上機槍、火箭發射器、小型單兵電漿砲，和自毀用C4炸彈。銀色系列的主要支援部隊是「T-100」，一種輕型，裝備了兩管機砲的輕坦克，以及「ATM-400」，重型的武裝運兵車，可以用來運送銀色機器人。在大型戰鬥機器人方面，「猛禽」（RAPTOR）是一種可以裝備兩管機砲或兩管火箭發射器的輕裝甲機器人。中型部隊則有「虎式」（TIGER）機器人，裝備汽油彈發射器或雙管火箭發射器。虎式堅硬的裝甲可以承受輕型火力打擊和高熱。UCS最強大的部隊則是「蜘蛛」（SPIDER）系列，使用兩管高速射擊的電漿砲和四具火箭發射器。

- 歐亞帝國（Eurasian Dynasty，ED）：如其名，ED是一個橫跨歐亞兩洲的帝國，並以極權統治它的人民。ED主要使用坦克和傳統步兵作為地面武力，然而步兵組成的小隊對戰局缺乏了影響力──他們在飛彈攻擊下太過於脆弱，一枚火箭就能消滅一個小隊。不過ED在其他方面補償了他們的劣勢：使用裝備了大型飛彈的直升機作為空中支援。ED也使用傳統的巡洋艦、驅逐艦甚至戰列艦，以一支強大的海軍來抵禦UCS的主要是潛艇的部隊。坦克除了配備傳統的砲塔外，也能配置火箭發射器、機砲或者後期的雷射武器。

## 資料片
《公元2140》有兩個資料片：
- 《公元2140：火線任務一》(Earth 2140: Mission Pack 1)
- 《公元2140：火線任務二》(Earth 2140: Mission Pack 2)

一個叫做《公元2140 XP》（Earth 2140 XP）的檔案包在2006年八月[https://web.archive.org/web/20090308085116/http://www.zuxxez.com/game_projects/project.php?l=en&game=22%5D%E9%87%8B%E5%87%BA%EF%BC%8C%E5%8C%85%E5%90%AB%E4%BA%86%E9%81%8A%E6%88%B2%E4%BB%A5%E5%8F%8A%E5%9C%A8 Windows XP上運作所需的擴充元件。然而這個檔案包有些許的問題，其中最大的是對手AI只會停著不動，幾乎甚麼也不做。

## 外部連結
- Gamespot上的Earth 2140頁面 （页面存档备份，存于）
- Reality Pump （页面存档备份，存于）
- ZUXXEZ Entertainment AG* （页面存档备份，存于）